# Bandera Fiesta del Besugo
La Bandera Fiesta del Besugo (Bixigu Eguna Ikurriña en euskera) es una competición anual de remo, concretamente de traineras, que tiene lugar en Orio y organizada por el club de la misma localidad. En su primera edición en el año 2008, se denominó Bandera Orio Estilora, para pasarse a llamar Bandera Fiesta del Besugo entre los años 2009 y 2017. Desde el año 2018 por motivos de patrocinio, se denomina Bandera Orio Kanpina.
En el año 2015, comenzó a disputarse la regata femenina encuadrada, primero, dentro de la Liga Guipuzcoana Femenina de Traineras y posteriormente en la Liga ETE.
La edición del año 2020 fue suspendida por la pandemia del coronavirus COVID-19.

## Categoría masculina
La Liga ARC exige a los clubes que participan en la competición la organización de al menos una regata, por lo que el Club Remo Olímpico Orio, que cuenta con una segunda trainera que compite en dicha liga, organiza esta regata.

### Historial
| Edición | Año  | Campeón     | Segundo     | Tercero              |
| ------- | ---- | ----------- | ----------- | -------------------- |
| I       | 2008 | Astillero   | Orio B      | Guecho               |
| II      | 2009 | Astillero   | San Juan    | Isuntza              |
| III     | 2010 | Santurce    | Isuntza     | Donostiarra          |
| IV      | 2011 | Portugalete | Ciérvana    | Isuntza              |
| V       | 2012 | Trintxerpe  | Orio B      | San Pedro B          |
| VI      | 2013 | Ciérvana    | Santurce    | Lekittarra (Isuntza) |
| VII     | 2014 | Zumaya      | Guetaria    | Ondárroa             |
| VIII    | 2015 | Donostiarra | Guetaria    | Zumaya               |
| IX      | 2016 | Ondárroa    | Lekittarra  | Guetaria             |
| X       | 2017 | Santurce    | Donostiarra | Zumaya               |
| XI      | 2018 | Camargo     | Santoña     | Guecho               |
| XII     | 2019 | Castreña    | Orio B      | Portugalete          |

### Palmarés
| Victorias | Club        | Años       |
| --------- | ----------- | ---------- |
| 2         | Astillero   | 2008, 2009 |
| Santurce  | 2010, 2017  |            |
| 1         | Portugalete | 2011       |
| 1         | Trintxerpe  | 2012       |
| 1         | Ciérvana    | 2013       |
| 1         | Zumaya      | 2014       |
| 1         | Donostiarra | 2015       |
| 1         | Ondárroa    | 2016       |
| 1         | Camargo     | 2018       |
| 1         | Castreña    | 2019       |

## Categoría femenina
Desde el año 2015 hasta 2017 formó parte de la Liga Guipuzcoana Femenina de Traineras para pasar a encuadrarse en la Liga ETE, una vez creada ésta en el año 2018 y pasando a denominarse Bandera Orio Kanpina por razones de patrocinio.

### Historial
| Edición | Año  | Campeona        | Segunda         | Tercera  |
| ------- | ---- | --------------- | --------------- | -------- |
| I       | 2015 | Zarautz-Getaria | Donostiarra     | Hernani  |
| II      | 2016 | Arraun Lagunak  | Zarautz-Getaria | Hernani  |
| III     | 2017 | San Juan        | Hibaika         | Orio     |
| IV      | 2018 | Donostiarra     | Deusto          | Kaiku    |
| V       | 2019 | Zumaia          | Hibaika         | San Juan |

### Palmarés
| Victorias | Club            | Años |
| --------- | --------------- | ---- |
| 1         | Zarautz-Getaria | 2015 |
| 1         | Arraun Lagunak  | 2016 |
| 1         | San Juan        | 2017 |
| 1         | Donostiarra     | 2018 |
| 1         | Zumaia          | 2019 |